# Estate di San Martino (economia)
Con estate di San Martino alcuni storici hanno indicato il miglioramento economico e demografico che interessò l'Italia (all'epoca politicamente divisa in Stati preunitari) durante il pieno Rinascimento (XVI secolo). La locuzione è usata in due accezioni: in senso stretto, copre la parte centrale e finale del cinquecento, in cui lo sviluppo fu maggiore; in senso lato, corrisponde all'intero XVI secolo o in generale al periodo tra l'uscita dalla crisi tardomedievale e l'entrata in quella seicentesca.
A contribuire a tale crescita furono gli investimenti pubblici e privati di epoca rinascimentale nell'edilizia e nell'urbanistica (il cui fine, prima ancora che economico, era architettonico) e l'iniziale impatto positivo delle scoperte geografiche: lo scambio colombiano arricchì il panorama agricolo e non solo della penisola, mentre aumentarono i guadagni fatti dai banchieri italiani, che finanziavano a prestito le corone europee nelle loro opere di esplorazione e colonizzazione (i genovesi inoltre presero parte attiva ai commerci transatlantici, avendo una colonia commerciale al porto di Panama), aumentando la circolazione di denaro. Perciò l'Italia continuò a crescere durante il
Cinquecento, mantenendo il suo primato europeo. Nel Seicento, però, l'intensificarsi delle nuove rotte (inizialmente marginali ma divenute concorrenziali a quelle mediterranee che beneficiavano l'Italia maggiormente), l'ascesa di nuovi commercianti (in particolare inglesi e olandesi), il ritorno di grandi epidemie di peste, insieme ad altri fattori, fecero sì che che l'Italia entrò in una profonda crisi. Il riferimento all'estate di San Martino è duplice: la metafora si riferisce non solo alla durata della ripresa e dello slancio, alludendo quindi alla qualità dello sviluppo economico, al rapporto tra la favorevole congiuntura internazionale e le strutture dell'economia italiana, ma anche alla caducità di certi risultati, visto che nel secolo XVII l'Italia sarebbe entrata in un periodo di scarso dinamismo economico. 

## Caratteristiche generali
Alla fine del cinquecento l'Italia (considerata come la sommatoria di tutti gli Stati, indipendenti o meno, in cui era allora divisa) raggiunse i 13 milioni di abitanti. Pur essendo la penisola sostanzialmente agreste (l'80% delle popolazione viveva in campagna), esistevano grandi realtà urbane cresciute in maniera vertiginosa: Napoli è arrivata a quota 300.000 abitanti, Venezia a 200.000, Palermo e Roma a 100.000. 
L'aumento di manodopera durante il secolo diede vita alla coltivazione estensiva dell'incolto e alla valorizzazione delle terre già messe a coltura: bonifiche, migliorie e introduzione di nuove colture (come la patata) diedero slancio alla produzione agricola nei vari Stati. Nonostante i tempi difficili delle guerre d'Italia riprese poi slancio il commercio, il denaro riacquisì valore e aumentarono i prezzi dei beni e dei servizi. Quello dei cereali (che in Lombardia arrivò perfino a triplicare) non deve essere considerato un sintomo di crisi, anzi sintetizza perfettamente il mutamento avvenuti nelle leggi della domanda e dell'offerta.
Per evitare di scadere nella generalizzazione, bisogna fare due considerazioni. Innanzitutto bisogna sottolineare che l'estate di San Martino non toccò il mondo contadino: i braccianti non migliorarono le loro condizioni economiche e umane perché rimasero sottoposti a un durissimo sfruttamento da parte del signore feudale o del grande proprietario terriero (questo è il motivo per cui molti intellettuali marxisti riducevano o annullavano gli effetti benefici di questo periodo).
Inoltre la diffusione del benessere non fu uniforme: le regioni settentrionali ebbero una crescita maggiore di quelle centrali, che a loro volta si svilupparono di più rispetto a quelle meridionali. Il disavanzo economico tra le "due Italie" aumentò quindi ancor di più.

## Nell'Italia settentrionale
Le opere di risanamento furono avviate da tutte le maggiori entità politiche centro-settentrionali: la Repubblica di Venezia si impegnò per il risanamento di Mestre e della bassa valle del Piave; nella Lombardia spagnola i grandi proprietari cerealicoli eseguirono un vasto programma di irrigazione delle zone prima ostracizzate; nel Granducato di Toscana Ferdinando I de' Medici diede il via a una serie di bonifiche in val di Chiana e in Maremma.
Nella produzione di beni non agricoli, l'aumentata domanda interna (dovuta al già ricordato progresso demografico) e internazionale nel settore tessile continuava a favorire le tradizionali aree produttrici italiane: per la lana Milano, Mantova, Como, Bergamo, Pavia, Brescia e Firenze; per la seta Genova, Venezia e ancora Milano e Firenze.
Notevole vivacità manifestò nel corso del XVI secolo il settore manifatturiero legato alla domanda statale: la formazione di Stati nazionali accentrati richiedeva quella di un esercito professionale, che aveva bisogno delle armi dotate delle migliori tecnologie. Tale tentativo di sviluppo della macchina militare produsse un aumento del volume di manufatti per l'apparato bellico: Venezia, ad esempio, raddoppiò il numero delle costruzioni navali.
Ma i settori in cui gli italiani ebbero una parte da protagonisti furono il commercio e il credito. La bilancia commerciale, dovuta all'intrecciarsi di esportazione e importazione, era ovunque favorevole ai mercanti italiani, che primeggiavano anche nei confronti della monarchia spagnola: basti dire che nel 1596 i grandi capitalisti genovesi misero in ginocchio Filippo II, che fu costretto a dichiarare bancarotta.
I genovesi in particolare riuscirono a creare una rete commerciale dalle proporzioni vastissime e dagli interessi diversificati e ramificati, attraverso i quali affluì verso l'Italia una massa enorme di denaro. Anche nella produzione e nei beni di lusso i liguri ottennero risultati positivi, imitati in questo dagli uomini d'affari toscani.

## Nell'Italia centro-meridionale
La favorevole congiuntura ebbe un'influenza positiva anche nel Mezzogiorno, che però ne trasse meno benefici rispetto all'Italia centro-settentrionale. L'immobilismo sostanziale dello Stato Pontificio e l'inabitudine dei meridionali a lavorare la lana ostacolarono e frenarono i fattori di sviluppo.
Dal punto di vista agricolo si formò una nuova figura sociale, quella del massaro: un mediatore tra il grande proprietario feudale e il contadino. I massari dotati di raziocinio e di spirito non conservatore organizzarono la produzione delle aziende cerealicole di base, provocando un incremento notevole delle esportazioni di grano. Anche l'olio fu venduto in grandi quantità. A Napoli, in Calabria e in Sicilia aumentò e migliorò la produzione della lana, con Messina a fare la parte del leone.
La difficoltà di sfamar una popolazione in continuo aumento, la dipendenza finanziaria dalla corona spagnola (che aumentò le tasse ai suoi domini meridionali), la subordinazione alle scelte degli operatori economici stranieri e le catastrofi naturali ebbero due conseguenze negative: se da un lato impedirono che gli effetti dell'estate di san Martino si realizzassero a pieno regime, dall'altro posero le basi per la futura crisi del seicento.